# Carmen Lázaro
Carmen Lázaro es una presentadora de TV española.

## Biografía
Presente en Televisión española desde los años setenta, comenzó trabajando en programas infantiles y juveniles, como La Semana (1974-1978), un informativo dirigido a niños de entre 12 y 16 años.
Posteriormente entró a formar parte del equipo inicial del espacio de José Antonio Plaza Sabadabada (1981), en una sección pedagógica sobre el mundo de las plantas.
Tras permanecer unos meses en el espacio, se incorporó al programa religioso Pueblo de Dios, que presentó entre 1983 y 1993.
Desde 1995 y hasta su jubilación fue redactora del programa de TVE Gente.
Ha publicado los libros Plantas de terraza y balcón (1979) y Plantas de jardín (1980).